# 上田寛 (俳優)
上田 寛（うえだ ひろし、1910年7月16日 - 没年不詳）は、日本の元俳優である。本名同じ。帝国キネマ、新興キネマ、大映などで300本以上の作品に出演した名脇役である。

## 来歴・人物
1910年7月16日、ロシア帝国ウラジオストク市に生まれる。
1923年、東京府東京市へ引き揚げた直後、9月1日に関東大震災に遭ってしまう。その後、映画館の映写技師や宣伝係、映画ポスターの印刷業を経験して教育映画製作会社である朝日キネマへ入社。俳優の傍らタイトル係として働いていた。ところが、1931年4月、同会社の社長が気に入って帝国キネマ太秦撮影所へ斡旋してくれたため入社。すると直ぐに高見貞衛監督映画『未亡人』に抜擢され鈴木澄子、山路ふみ子と共演したが、初めての二枚目役で大失敗する。次第に自分の役は三枚目だと気付き、以後は新興キネマ、大映で名脇役として活躍した。また、几帳面な性格か上田が出演した作品は全て記録しており、帝国キネマ・新興キネマ京都撮影所で119本、新興キネマ大泉撮影所で83本、大映京都撮影所で171本、東宝・松竹・東映などで25本出演した。
1960年、大映を退社して第一協団に所属。以後、映画だけでなく200本以上のテレビドラマ、さらには大阪歌舞伎座、梅田コマ劇場などの舞台にも出演した。
ところが1965年、日本教育テレビ（現・テレビ朝日）製作のテレビドラマ『特別機動捜査隊』第181回「空白」以降の出演作品が見当たらないため、この頃に芸能界を引退したと思われる。引退後、上田は画才を生かして西陣織の図案製作に転向した。しかし、以後の消息は不明である。没年不詳。

## 出演作品

### 映画
- 未亡人（1931年）
- ガラマサどん（1931年）
- 上海（1932年）
- 愛と憎しみ 涙の惨劇（1932年）
- 世界の戦漂国防篇 日本若し空襲を受くれば（1933年）
- 間貫一（1933年）
- 紙芝居（1933年）
- 十二階下の少年達（1933年）
- われ等若し戦はば（1933年）
- 基盤縞の女（1933年）
- その夜の花婿（1933年）
- 藤三行伏記 前篇（1934年）
- 藤三行伏記 後篇（1934年）
- 愉快な溜息（1934年）
- 本所小普請組（1934年）
- 暁の合唱（1934年）
- 花婿突進（1934年）
- 愛染草（1934年）
- 子を持つ処女（1934年）
- 新版夫婦読本（1934年）
- 仙太の仁義（1934年）
- あゝ玉杯に花うけて（1935年）
- 港の夜霧（1935年）
- 福寿草（1935年）
- ヒュッテの一夜（1935年）
- 恋の浮島（1935年）
- 若人の世界（1935年）
- 女流探訪記者（1935年）
- 私のあなた（1935年）
- 王者目指して（1935年）
- 大尉の娘（1936年）
- 花嫁設計図（1936年）
- 聖処女（1936年）
- 掏摸の家（1936年）
- 美人自叙伝（1936年）
- 磯の夕波（1936年）
- 豪快一代男（1936年）
- 町内の看板娘（1936年）
- 脱線令嬢（1937年）
- 花なき春の歌（1937年）
- 美人の犯罪（1937年）
- 東京おけさ（1937年）
- 熊の唄（1937年）
- 愛怨峡（1937年）
- 乙女十九（1937年）
- 強者の恋（1937年）
- 軍国母の手紙（1937年）
- 男なりゃこそ（1937年）
- 鉄拳涙あり（1937年）
- 花嫁勢ぞろひ（1937年）
- 泣くな嘆くな若人よ（1938年）
- 娘天晴れ（1938年）
- トーチカ娘行状記（1938年）
- 母の魂（1938年）
- 妻の魂（1938年）
- 姉ちゃんは母ちゃんは（1938年）
- 最後の審判（1938年）
- 喧嘩の春（1938年）
- 女難突破（1939年）
- 熱血の道（1939年）
- 喧嘩花盛り（1939年）
- "人生双六"より あわてた友情（1939年）
- 母に捧ぐる歌（1939年）
- 楽しき我が家（1939年）
- 最後の友情（1939年）
- 暴風の姉妹（1939年）
- あきれた百万円（1939年）
- 子宝（1939年）
- 女剣戟三人娘（1939年）
- 若妻の夢（1939年）
- 素晴らしき喧嘩（1940年）
- 娘たずねて三千里（1940年）
- 花嫁の喧嘩（1940年）
- 漫才タクシー（1940年）
- 笑ふ父（1940年）
- 初春娘（1940年）
- 南国絵巻（1940年）
- 猛獣使ひの姉妹（1940年）
- 北極光（1940年）
- 重慶から来た男（1940年）
- 最後の攘夷党（1940年）
- 殴られた殿様（1946年）
- 飛ぶ唄（1946年）
- お夏清十郎（1946年）
- 槍をどり五十三次（1946年）
- 海の狼（1947年）
- 裁かれる愛情（1947年）
- 逃亡者（1947年）
- Zの戦慄（1948年）
- 春爛漫狸祭（1948年）
- のらくら海浜騒動（1948年）
- 天狗飛脚（1949年）
- 花くらべ狸御殿（1949年）
- わたしの名は情婦（1949年）
- 痴人の愛（1949年）
- 透明人間現わる（1949年）
- 遙かなり母の国（1950年）
- 月の出船（1950年）
- 火山脈（1950年）
- 海峡の鮫（1950年）
- 絢爛たる殺人（1951年）
- 鉄の爪（1951年）
- 万花地獄（1951年）
- 情炎の波止場（1951年）
- 逢魔が辻の決闘（1951年）
- 三万両五十三次（1952年）
- 阿波狸屋敷（1952年）
- 西陣の姉妹（1952年）
- 滝の白糸（1952年）
- 天保水滸伝 利根の火祭（1952年）
- 怪談深川情話（1952年）
- 新やじきた道中（1952年）
- 大あばれ孫悟空（1952年）
- 巣鴨の母（1952年）
- 神州天馬侠（1952年）
- 社長秘書（1953年）
- 慾望（1953年）
- 暴力市街（1953年）
- 魔剣（1953年）
- 銭形平次捕物控 金色の狼（1953年）
- 花の三度笠（1954年）
- 雪の夜の決闘（1954年）
- 妻恋黒田節（1954年）
- 醉いどれ二刀流（1954年）
- 花の長脇差（1954年）
- 殴り込み孫悟空（1954年）
- 噂の女（1954年）
- 投げ唄左門二番手柄 釣天井の佝僂男（1954年）
- 嫁とよばれてまだ三月（1954年）
- 丹下左膳 こけ猿の壷（1954年）
- 潮来出島 美男剣法（1954年）
- 伊太郎獅子（1955年）
- 次男坊鴉（1955年）
- 麝香屋敷（1955年）
- 鬼斬り若様（1955年）
- 花の二十八人（1955年）
- お父さんはお人好し（1955年）
- 綱渡り見世物侍（1955年）
- 怪盗と判官（1955年）
- 帰って来た幽霊（1955年）
- お化け駕篭（1956年）
- 鞍馬天狗 御用盗異変（1956年）
- 残菊物語（1956年）
- お父さんはお人好し 優等落第生（1956年）
- 祇園の姉妹（1956年）
- 忍術選手権試合（1956年）
- 喧嘩鴛鴦（1956年）
- あなたも私もお年頃（1956年）
- 銭形平次捕物控 人肌蜘蛛（1956年）
- 弥次喜多道中（1956年）
- 霧の音（1956年）
- 編笠権八（1956年）
- 銭形平次捕物控 まだら蛇（1957年）
- 鼠小僧忍び込み控 子の刻参上（1957年）
- 凸凹巌窟王（1957年）
- ロマンス誕生（1957年）
- 二十九人の喧嘩状（1957年）
- 怪猫夜泣き沼（1957年）
- 銭形平次捕物控 女狐屋敷（1957年）
- 赤胴鈴之助 飛鳥流真空斬り（1957年）
- 雪の渡り鳥（1957年）
- 女殺し油地獄（1957年）
- 清水港喧嘩旅（1957年）
- 赤胴鈴之助 一本足の魔人（1957年）
- 銭形平次捕物控 八人の花嫁（1958年）
- 花太郎呪文（1958年）
- 江戸っ子祭（1958年）
- 陽気な仲間（1958年）
- 忠臣蔵（1958年）
- 天竜しぶき笠（1958年）
- 白蛇小町（1958年）
- 女狐風呂（1958年）
- 銭形平次捕物控 鬼火燈篭（1958年）
- 江戸は青空（1958年）
- 炎上（1958年）
- 東海道の野郎ども（1958年）
- 日蓮と蒙古大襲来（1958年）
- 濡れ髪剣法（1958年）
- 勢揃い江戸っ子長屋（1958年）
- 遊太郎巷談（1959年）
- かげろう笠（1959年）
- 江戸っ子桜（1959年）
- 蛇姫様（1959年）
- かた破り道中記（1959年）
- 山田長政 王者の剣（1959年）
- ジャン・有馬の襲撃（1959年）
- 町奉行日記　鉄火牡丹（1959年）
- 歌麿をめぐる五人の女（1959年）
- 風来物語 仁侠篇（1959年）
- 旗本愚連隊（1960年）
- 忍術武者修行（1960年）
- 風雲将棋谷（1960年）
- 銭形平次捕物控 美人蜘蛛（1960年）
- ぼんち（1960年）
- はったり二挺拳銃（1960年）
- 殴り込み女社長（1960年）
- 嫁さがし千両勝負 恋しぐれ千両勝負（1960年）
- 新・二等兵物語 めでたく凱旋の巻（1961年）
- お役者変化捕物帖 血どくろ屋敷（1961年）
- 吸血死美人彫り（1961年）
- 秀才はんと鈍才どん（1961年）

### テレビドラマ
- 黒い断層（1961年）
- はぐれ念仏（1961年）
- 特別機動捜査隊（1965年）